# Sauchy-Lestrée
Sauchy-Lestrée ist eine Gemeinde im französischen Département Pas-de-Calais in der Region Hauts-de-France. Sie gehört zum Kanton Bapaume im Arrondissement Arras. Sie grenzt im Westen an Sauchy-Cauchy, im Norden an Oisy-le-Verger, im Nordosten an Épinoy, im Osten an Haynecourt und im Süden an Marquion.

## Bevölkerungsentwicklung
| Jahr      | 1962 | 1968 | 1975 | 1982 | 1990 | 1999 | 2008 | 2013 |
| --------- | ---- | ---- | ---- | ---- | ---- | ---- | ---- | ---- |
| Einwohner | 578  | 588  | 617  | 543  | 458  | 446  | 456  | 449  |